# Ліцей № 1 міста Житомира
50°17′0.75″ пн. ш. 28°36′35″ сх. д. / 50.2835417° пн. ш. 28.60972° сх. д.
Ліцей № 1 міста Житомира — заклад загальної середньої освіти міста Житомира.

## Історія
Житомирський міський ліцей при Житомирському державному технологічному університеті створено в 1989р. як спеціалізовану школу фізико-математичного профілю при Житомирському філіалі Київського політехнічного інституту. В 1992р. фізико-математична школа реорганізована в технічний ліцей при Житомирському філіалі Київського політехнічного інституту. 1995 року заклад було перейменовано на Житомирський міський ліцей при Житомирському інженерно-технологічному інституті. У 2005 році назву ліцею змінили на - Житомирський міський ліцей при Житомирському державному технологічному університеті. А в 2020 назву було знову змінено вже на сучасну Житомирський міський ліцей №1 при Житомирській міській раді. У 2022 році ліцей отримав нову назву — Ліцей № 1 міста Житомира

## Адміністрація

### Директор ліцею
Юрій Олексійович Кошевич - вчитель української мови та літератури, вчитель вищої категорії, вчитель методист, відмінник освіти України, випускник Житомирського педагогічного інституту ім. І Франка (філологічний факультет). Нагороджений Почесною грамотою Міністерства освіти і науки України, грамотами управління освіти Житомирської обласної державної адміністрації, управління освіти м. Житомира.

### Заступники
- Блажиєвська Ірина Анатоліївна - вчитель математики, вчитель вищої категорії, вчитель-методист.
- Леліченко Ірина Євгенівна - заступник директора з виховної роботи, вчитель англійської мови, кваліфікаційна категорія Спеціаліст вищої категорії, звання Старший вчитель
- Місюна Марія Ігнатівна - заступник директора з навчально-виховної роботи, вчитель зарубіжної літератури та мистецтва, кваліфікаційна категорія Спеціаліст вищої категорії, звання Вчитель-методист
- Соколюк Лілія Йосипівна - заступник директора з навчально-виховної роботи, вчитель біології та основ здоров’я, кваліфікаційна категорія Спеціаліст вищої категорії
- Ємець Тарас Володимирович, заступник директора з навчально-виховної роботи, вчитель фізики, кваліфікаційна категорія Спеціаліст вищої категорії, звання Вчитель-методист[2]

## Напрямки профільного навчання
- Фізико-математичний профіль
- Економіка та географія
- Філологічний профіль
- Інформаційно-технологічний профіль

## Клуби та гуртки
Творче об'єднання "Карат" (створене у 1995 році) об'єднує ліцеїстів, які прагнуть до розвитку та вдосконалення своєї особистості і бажають набути навичок науково-дослідницької діяльності, розширити свою ерудицію та світогляд,  В склад ТО "Карат" входять: інтелектуальний клуб "Що?Де?Коли?", Євроклуб, клуб "Патріот", туристсько-краєзнавчий гурток, секції спортивних ігор.
Інтелектуальний клуб "Що? Де? Коли?" успішно працює з 1995 року. Юні ерудити змагаються не лише на рівні навчального закладу, але й на міських, обласних, Всеукраїнських турнірах, фестивалях з гри "Що? Де? Коли?", "Брейн-ринг"," Своя гра". Перемоги учнів ліцею увінчані чисельними грамотами, нагородами та призами. 
В ліцеї проводяться традиційні англомовні та україномовні дебатні турніри.